# 前橋競輪場

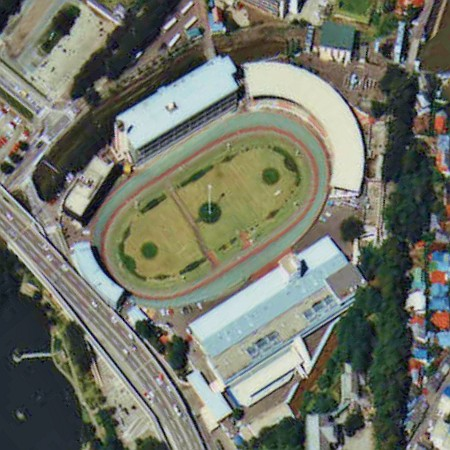
旧・前橋競輪場
（1986年度撮影）。

前橋競輪場（まえばしけいりんじょう）は、群馬県前橋市にある競輪場である。主催は前橋市。競技実施はJKA東日本地区本部関東支部。電話投票における競輪場コードは22#。
2022年4月1日から、日本トーターグリーンドーム前橋を本開催時の主会場として使用している。

## 概要

### 歴史
1950年4月22日に開設された。当初は前橋公園内の一角で群馬県庁の裏手にあった屋外バンク（1周500m→400m）であった。立地条件の良さなどから1960年代には毎年2割程度売り上げが上昇しており、前橋市の収入にも寄与し、1969年当初予算は10%近くが競輪からの収入により賄われていた。一方、1969年7月13日には、本命の選手が落車したことをきっかけに八百長騒ぎが勃発。観客が施設に投石・放火を行い施設が破壊し、あおりで観客、警官に重軽傷者14人を出した。また、観客らは警官隊により施設から排除された後も正門前に集結、やじ馬も含め膨れ上がった群衆約2000人が機動隊（近隣で行われた学生運動の警備にたまたま出動していた）とにらみ合いうなど不穏な出来事もあり、事件後、市長が「4-5年後には廃止したい」との声明を出す状態となった。
1990年に近接した場所にグリーンドーム前橋が建設され、同年8月21日より世界選手権自転車競技大会トラックレース1990のメイン会場として使用した後、同年12月に競輪場の機能を移転させて日本初の全天候型屋内バンク（1周333m→現在は335m）として新規オープンを果たした。旧前橋競輪場は練習トラック兼駐車場として残存していたが、2006年に公園造成のために解体された。
この世界選手権開催を記念し、開催年より実施された世界選手権記念トーナメントが、1992年に寬仁親王牌・世界選手権記念トーナメントとして準特別競輪（現在の基準でGII扱い）化、1994年より特別競輪（現在のGI）に格上げされた。創設より2000年まで、2002年～2004年、2006年～2008年、2010年に開催（この間で前橋で開催されなかった年次の同大会は青森競輪場で施行）。5年開いた後、2016年～2020年・2022年に開催し、2025年にも実施予定である（この間で前橋で開催されなかった年次の同大会は弥彦競輪場で施行）。
2011年は、大津びわこ競輪場の廃止され開催返上となった高松宮記念杯競輪を引き受けて開催。2012年と2014年にはオールスター競輪を開催しており、21世紀に入ってから2024年時点でGIを16回実施している。
記念競輪 (GIII) は「三山王冠争奪戦」である。特別競輪の開催が多い当場では開催頻度が少なくなっている。2026年8月の記念競輪に加えて、3日制GIIIが、7月に昼間のG3とナイターのG3をそれぞれ1節実施される。
FI開催として、2008年より地元群馬県出身の元競輪選手で競輪評論家の鈴木保巳を称え『日刊スポーツ杯鈴木保巳メモリアル』を開催している。
かつては競輪開催時の一般入場料100円、ロイヤルボックス・ゴンドラ共に400円となっていたが、構造改革特別区域の申請により「前橋競輪にぎわい特区」の認定を受けたため、現在では全ての開催において入場料は無料となっている。

### 夜間開催と中継
小倉競輪場に続いて2012年2月2日よりミッドナイト競輪が開催されている。2015年2月からは『ドームナイトレース』の愛称でナイター競輪も開催されている。
実況はJPFで、かつては磯一郎が担当しアシスタントは高橋しげみだったが、2012年度は通常開催の実況は同社の平山信一が担当し司会進行は住田洋でアシスタントは寺門夏織、2013年度から2016年度までは昼間開催のF2戦は平山が司会・実況、F1戦およびナイター開催（F1・F2問わず）は中田まみ、グレードレース（2014年のオールスター競輪以降）については二宮歩美が、2017年度から2019年度までは全日程二宮が司会進行を担当していた。2020年度以降はSPEEDチャンネルが中継しない開催を主に滝澤いしすが担当するようになった。
ミッドナイト開催では2012年のみタレントの石井寛子が司会進行、平山がチャメット君の声を担当していたが、2013年から2020年3月までは同社の中村将司が実況、二宮が司会進行を担当していた。2020年度以降は二宮が引き続き司会進行を担当して、再び平山が実況に復帰する事になった。これにより開催全日程二宮が司会進行、平山が実況担当となる。尚、平山がスケジュールの都合上実況できない際は、綿貫弘が実況を担当する。

### その他
イメージキャラクターは競輪選手のヘルメットをモチーフにした『チャメット』。2000年の寛仁親王牌より活動しており、それにちなんでチャメットカップが開催されている。「チャメット」の名前は、ヘルメットと自転車を表す「チャリンコ」、「おちゃめ」な姿という3つの言葉が組み合わさっている。
また、公式コンシェルジュという位置づけの女性キャラクター『まえばしめぐみ』も合わせて登場しており、シーンに合わせてチャメットと併用されている。
トータリゼータシステムは日本トーターを採用しており、2011年9月29日より重勝式投票のKドリームスが発売されている。2020年度からは同社による開催事務の包括委託が行われている。

## バンク特徴
当初は一周333mであったが、内側への退避スペースを拡張するためラインを外側へ持ち上げたことにより、現在は一周335mという国内唯一のバンク周長で、内圏線が333mとなっている。333mバンクより2m長いことになるが、レースの進行は333mバンクと同じ周回数で行われる。スタート地点からフィニッシュラインまでの距離は25m。
またコーナーの緩和曲線はクロソイドである。通常の競輪が行われる競輪場の中では日本一カントが急（角度は36°）で反り立つ崖のように見えると言われるほどであり、コーナー頂上からの「山颪」は桁違いの迫力とスピードがあり、ファンや選手からは超高速バンク、ルーレット等と呼ばれる。
とにかくスピードが乗るので選手には積極性が求められ、「前橋の車券を買う時は徹底先行のラインを買え、やる気のない選手は一銭も要らない」とかつて実況していた磯一郎が語るほど、先行選手有利でライン独占が多い。
屋内バンクのため、風の影響が皆無で選手の持つ力が存分に発揮されるが、追い風によるスピードアップの支えもなくなるので体力の消耗も激しい。実際、地元選手の中には「風のある屋外バンクよりもかえって重く感じる」とコメントする自力型選手もいる。
大画面映像装置は両センター側壁面上部の2ヶ所に設置されているが、現在は主に2センター側が使用されている。

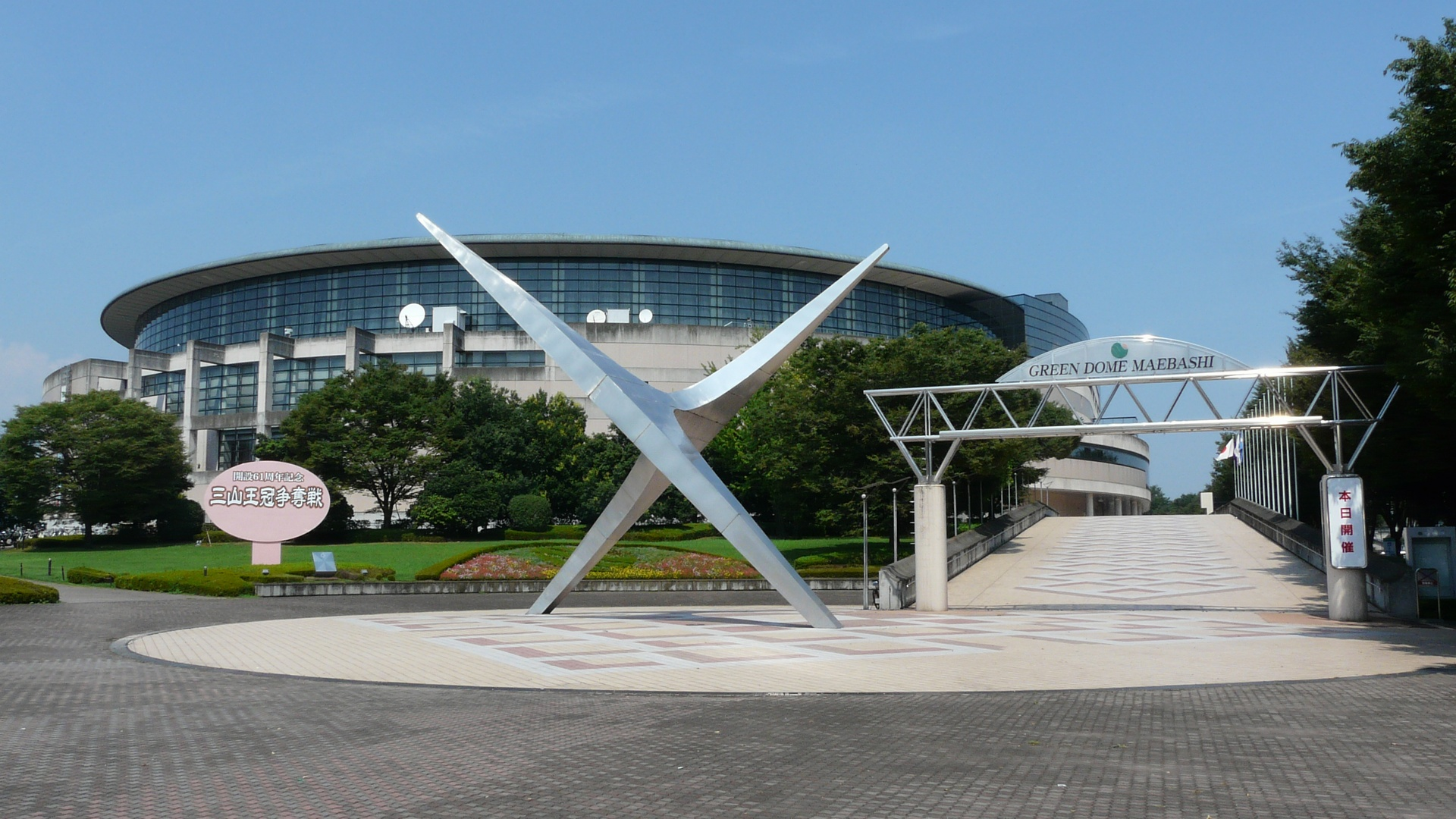
エントランス
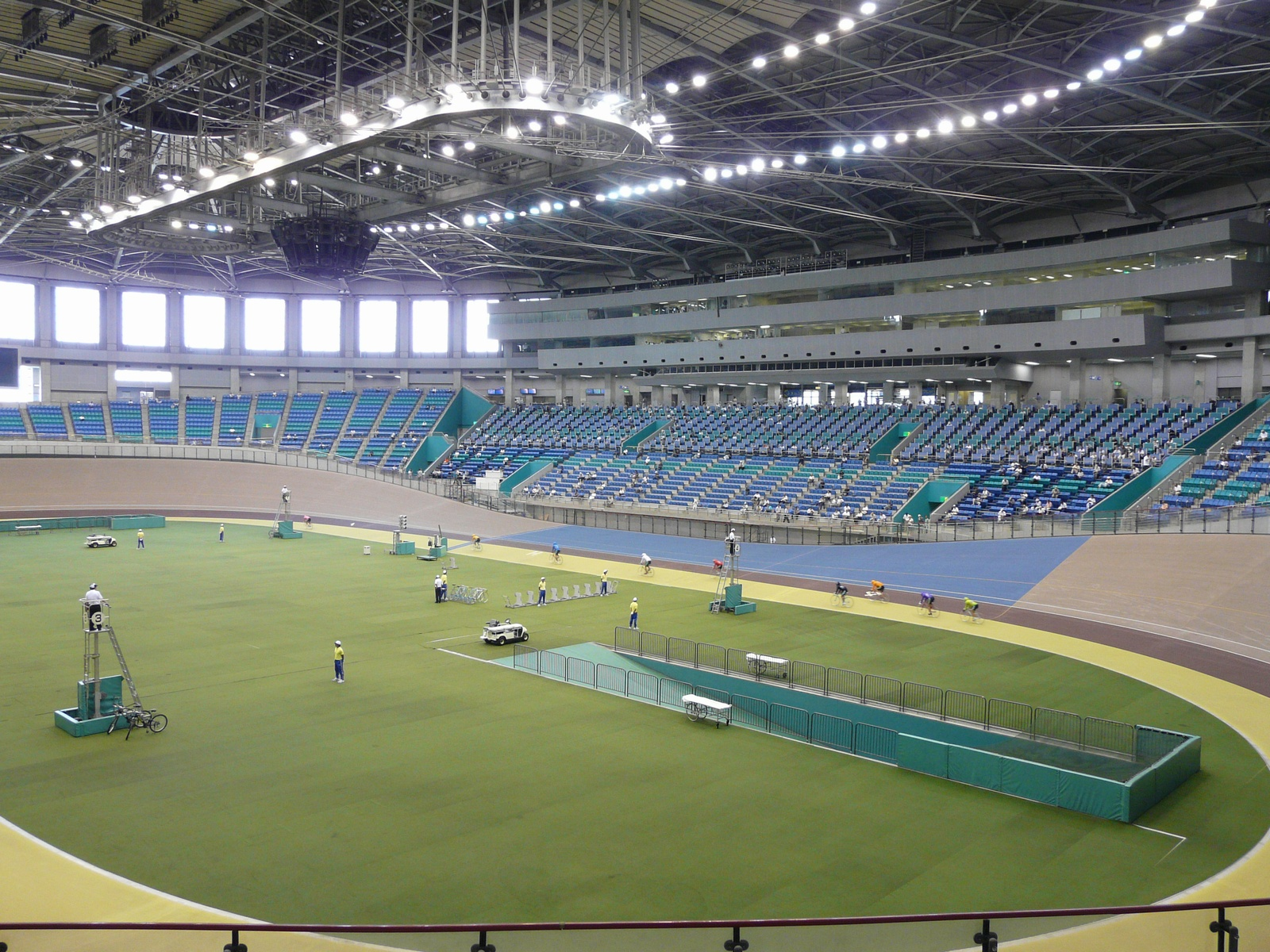
場内
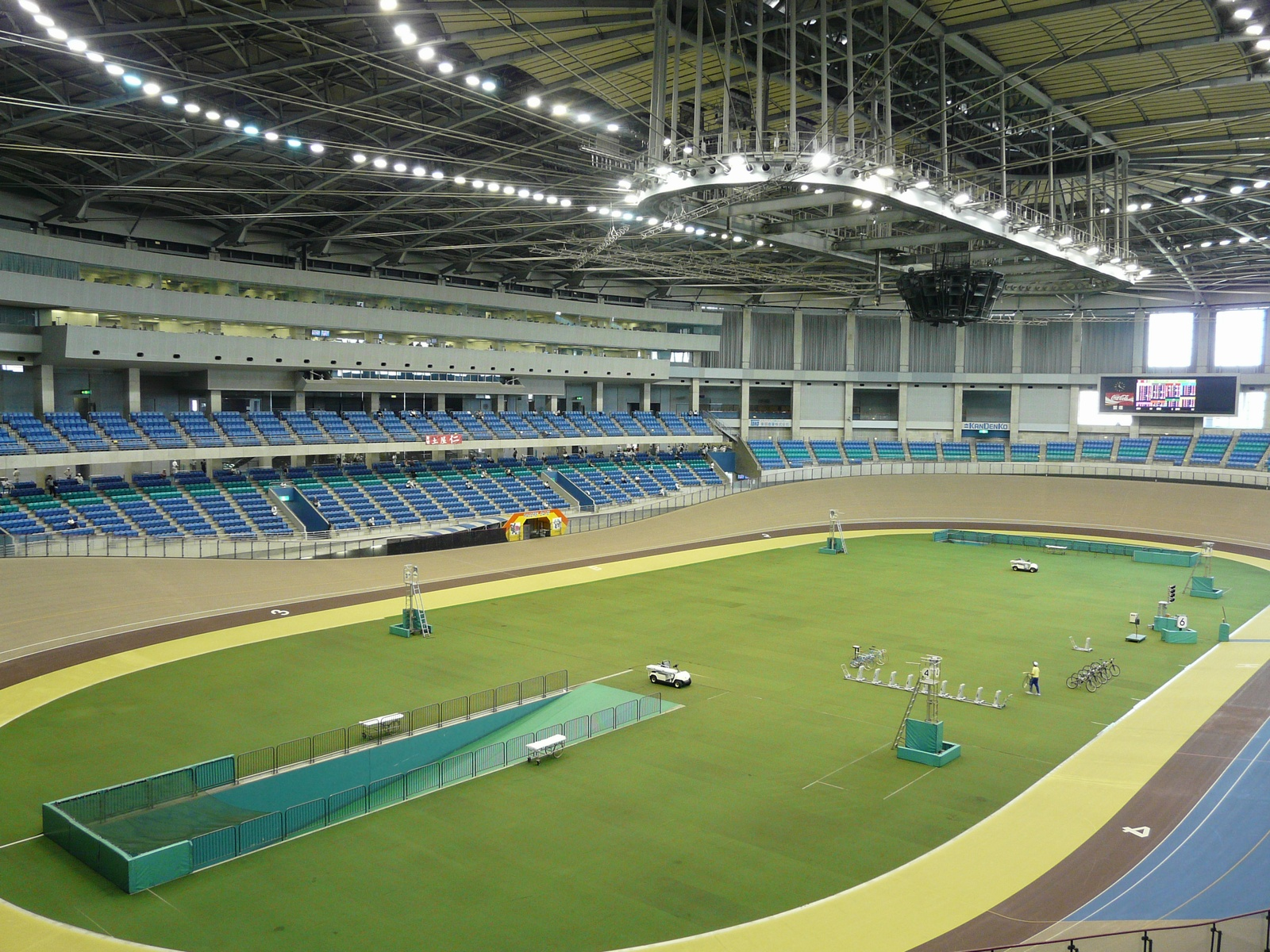
場内
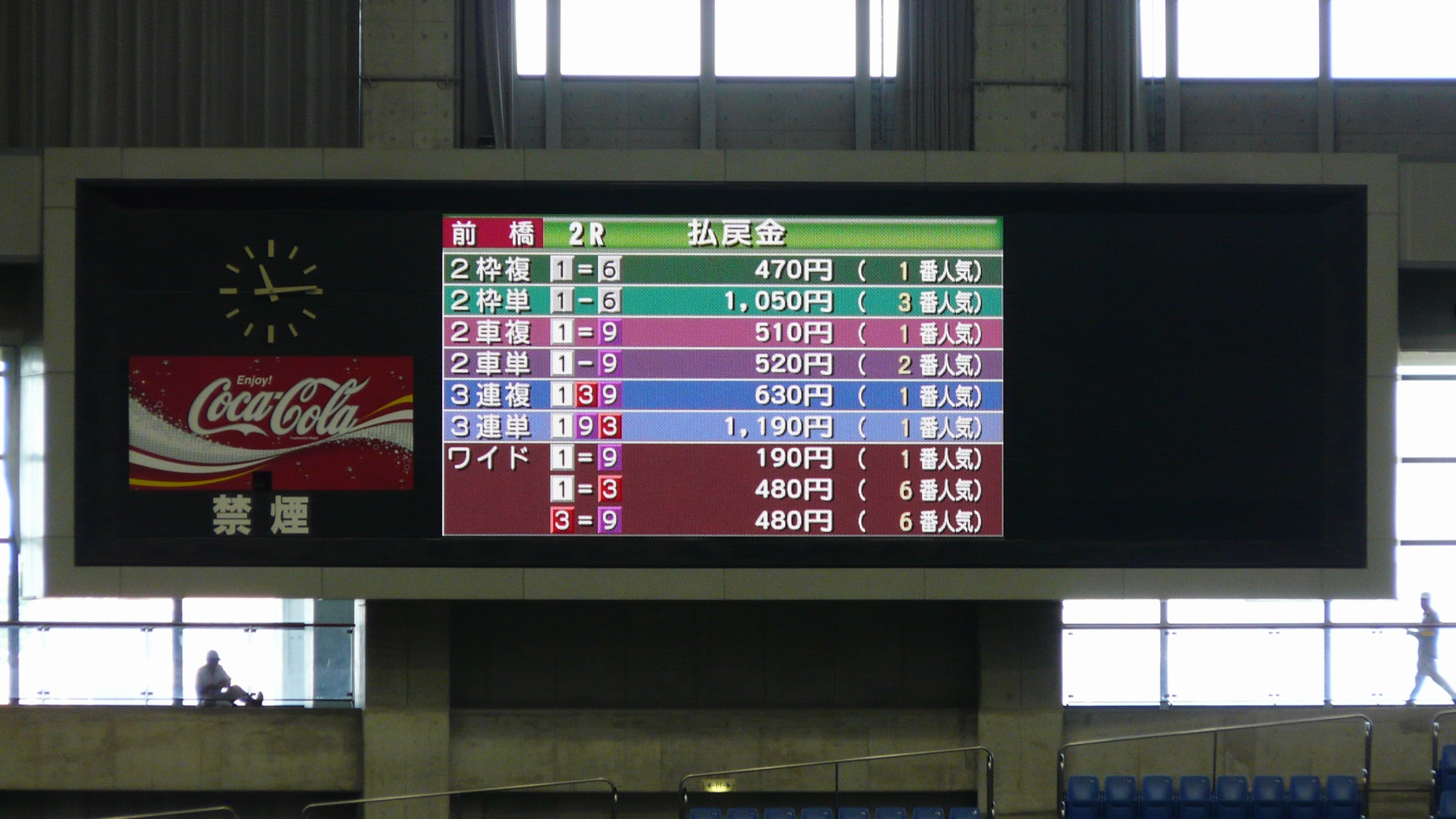
電光掲示板

## アクセス
競輪の開催時にはJR新前橋駅・前橋駅より無料送迎バスが運転されている。かつては高崎駅東口からも運行していたが、2015年3月末をもって廃止された。
無料バス以外にも定期運行の路線バス（有料）が前橋駅より多く設定されている。
駐車場は利根川の河原（左岸）を中心に多数設置されているほか、川を渡った対岸に「ドームパーキングプラザ」という立体駐車場がある。この立体駐車場の中に利根西前売サービスセンターがある。

## 場外車券売場
- 館林場外（トーターレボリューションドーム館林）

館林インターチェンジ横。館林駅および栗橋駅より無料送迎バスが運行されている。 また館林駅 - 板倉東洋大前駅間の路線バスも使用可能。令和3年4月より愛称が「ケイドリームス・ドーム館林」から「トーターレボリューションドーム館林」に変更。
- サテライト前橋

ガーデン前橋内。2014年4月30日オープン。
- 利根西前売サービスセンター

本場の利根川対岸西側にあるドームパーキングII内1階に所在する。本場より西に歩いて5分強。
場外発売において、前橋競輪場で発売を行なわず当施設のみで発売を行なう場合がある。

## 歴代記念競輪優勝者
| 年     | 優勝者     | 登録地 |
| ------ | ---------- | ------ |
| 2005年 | 手島慶介   | 群馬   |
| 2009年 | 矢口啓一郎 | 群馬   |
| 2013年 | 浅井康太   | 三重   |
| 2015年 | 浅井康太   | 三重   |
| 2021年 | 小倉竜二   | 徳島   |
| 2023年 | 古性優作   | 大阪   |
| 2024年 | 小林泰正   | 群馬   |
| 2026年 |            |        |

※1節4日間制開催となった、2002年4月以降の歴代記念競輪優勝者を列記。

### その他のG3
| 年     | 種別       | 開催名称                   | 優勝者   | 登録地 |
| ------ | ---------- | -------------------------- | -------- | ------ |
| 2021年 | ナイターG3 | ドームスーパーナイトレース | 宿口陽一 | 埼玉   |
| 2025年 | G3         | 施設整備等協賛競輪         | 山崎芳仁 | 福島   |
| 2026年 | G3         |                            |          |        |
| 同年   | ナイターG3 |                            |          |        |